# معرض وظائف

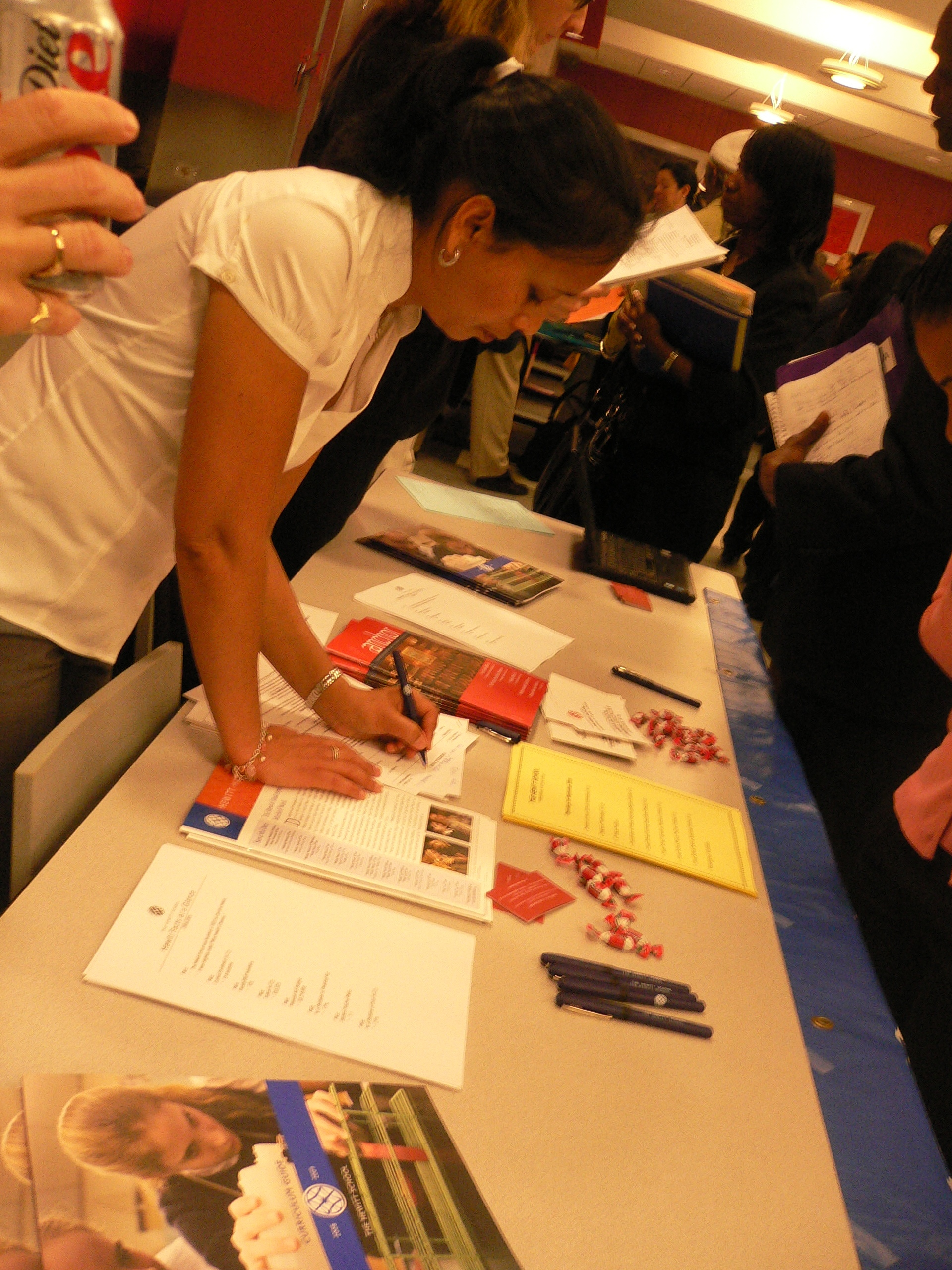
صورة من معرض توظيف في نيويورك

معرض الوظائف Job Fair، هي معارض تختص بالشركات والمهنيين الباحثين عن عمل. معرض العمل هو حدث يعطي فيه القائمون على التوظيف، والجامعات المعلومات للموظفين المحتملين. يحضر الباحثون عن عمل هذه المعارض في حين يحاولون إظهار انطباع جيد لزملائهم المحتملين في العمل من خلال التحدث وجها لوجه، وتقديم السيرة الذاتية، وطرح الأسئلة. وبالمثل، يتم أيضا عقد معارض التوظيف عبر الإنترنت، مما يتيح للباحثين عن عمل طريقة أخرى للتواصل مع أرباب العمل المحتملين باستخدام الإنترنت.

## المنظمون والغرض
وفي الكليات، يشيع استخدام معارض التوظيف في التوظيف على مستوى المبتدئين. يستغل الباحثون عن عمل هذه الفرصة لمحاولة الحصول على مقابلة عمل لشركة أو قطاع مهتمين به.
تشمل معارض الوظائف عادة شركات منظمة في أكشاك حيث يمكن جمع السير الذاتية وتبادل بطاقات العمل. معارض الوظائف توفر مكانا مناسبا للطلاب للالتقاء القائمين على التوظيف وإجراء المقابلات الأولى. وهذا أيضا فرصة للشركات للالتقاء مع الطلاب والتحدث معهم عن توقعاتهم منهم كطلاب والإجابة على الأسئلة المحتملة مثل الدرجة أو الخبرة العملية اللازمة.

## روابط داخلية
- مقابلة عمل
- وظيفة
- استخدام

## روابط خارجية
- كيف تستفيد من معارض التوظيف للحصول على فرصة عمل؟
- ماذا تعرف عن معارض التوظيف؟